# Françoise de Salvador
Françoise de Salvador, née le 18 juillet 1952 à Paris, est une femme politique française. Membre de l’UMP, elle est députée pour la neuvième circonscription de l'Essonne de 2010 à 2011.

## Biographie
Françoise de Salvador est née le 18 juillet 1952 à Paris. Elle est mère de deux enfants.
Françoise de Salvador est fonctionnaire territoriale contractuelle, chargée de mission à la politique de la Ville et à l’insertion économique à la communauté d'agglomération Sénart Val de Seine. Auparavant, elle est productrice de disque et agent immobilier.
Ancienne conseillère municipale de Boussy-Saint-Antoine entre 1995 et 2001 puis de 2008 à 2009, elle est tête de liste UMP pour les élections municipales de 2008 : elle obtient 33,03 % des suffrages au premier tour, qui voit la victoire du maire sortant socialiste.
Françoise de Salvador est élue suppléante du député Georges Tron dans la neuvième circonscription de l'Essonne à l’occasion des élections législatives de 2007 avec 55,78 % des suffrages. À la suite de la nomination de Georges Tron au poste de secrétaire d'État à la Fonction publique dans le second gouvernement de François Fillon, elle siège au Palais Bourbon à partir du 23 avril 2010,. Le 29 juin 2011, elle cède sa place à Georges Tron, qui a démissionné du gouvernement.[réf. souhaitée]